# Marjan Kozina
Marjan Kozina, slovenski skladatelj, * 4. junij 1907, Novo mesto, † 19. junij 1966, Novo mesto.  

## Življenje
Popolno ime mu je v matični knjigi Marijan Jurij Jožef Kozina. Oče mu je bil sodni predstojnik Jurij Kozina, mati mu je bila Marija (rojena Rozina). V Ljubljani je Kozina pričel študirati filozofijo in matematiko, sočasno je študiral tudi klavir in violino, pozneje pa se je usmeril v študij glasbe na Dunaju in v Pragi. Leta 1943 se je pridružil partizanom, po osvoboditvi je postal prvi upravnik Slovenske filharmonije. Deloval je tudi kot pedagog na Akademiji za glasbo v Ljubljani.
Že med vojno je dokončal partituro opere Ekvinokcij in jo zakopal na vrtu svojih staršev. Prvič je bila izvedena leta 1946 v ljubljanski Operi, leta 1948 pa je zanjo prejel Prešernovo nagrado. Ob stoletnici delovanja Slovenske filharmonije, 13. januarja 2008, je bila po njem poimenovana Velika dvorana Slovenske filhamrnonije: dvorana Marjana Kozine.
K slovenski simfonični glasbi je veliko prispeval svojo Simfonijo v štirih stavkih, ki so pravzaprav posamezne simfonične pesnitve in komponirane ločeno. Nosijo programske naslove Proti morju, Padlim, Ilova Gora in Bela krajina. Slednji stavek je bil v povojnih časih koncertno največkrat izvedena slovenska simfonična skladba, saj so Simfonijo orkestri redkeje izvajali v celoti. Bela krajina je postala simbol vojnih in povojnih časov, s svojim optimizmom pa je predstavljala voljo do življenja vsega naroda. Glasbeniki so jo izvajali v vseh mogočih glasbenih zasedbah, vključujoč harmonikarske in pihalne ansamble. Skomponiral je še baleta Bajke o Gorjancih in Diptihon, glasbo za filme (Kekec, Na svoji zemlji). Kozina se je posvečal tudi pisanju in prevajanju. Posegel je na področje knjige o glasbi,  glasbene teorije in estetike, vloge umetnosti in umetnika v sodobni družbi, prevedel vrsto romanov, pisal je potopise, kritike in polemične sestavke ter poljudnostrokovne spise.

## Opis

### Simfonična glasba
- Simfonija (sestavljena iz posameznih simfoničnih pesnitev):
  - Bela krajina (1946)
  - Ilova gora (1947)
  - Padlim (1948)
  - Proti morju (1949)
- Davnina (1960/1; uvodni stavek osnovanega, nerealiziranega simfoničnega ciklusa »Novo mesto«)
- Plesna suita (1964)

### Scenska glasba
- Majda, opereta (1935)
- Ekvinokcij, opera (po I. Vojnoviću; 1943)
- Martin Kršan (osnutki, 1963/64)
- Diptihon, balet (1952)
- Na gozdnih glasah, balet (1953)
- Baletna suita, tudi Bajke o Gorjancih oz. Gorjanske bajke (1952-1961)

### Vokalna glasba
- Balada Petrice Kerempuha, kantata (bas in orkester; 1939)
- Lepa Vida, kantata za tri soliste in mešani zbor (1939)
- Tlaka, kantata za soliste, zbor in orkester (po A. Aškercu, za Groblerjev kratki film 1956, rev. 1967)
- Štiri kitajske miniature (na besedila kitajskih pesnikov v slovenskem prevodu Smiljana Samca oz. Lili Novy (v nemščini) za glas in orkester; 1955)

#### Zborovska glasba
- Pet partizanskih pesmi za moški zbor (1946)
- Vstani, mladina! (1946)
- Obroč (1946)
- Kovaška (1948)
- Domovina (1957)
- Hej, tovariši (1947)
- Naša vojska
- Titovi brigadirji, za zbor in klavir (1948)
- Belokranjske otroške pesmi za pionirski zbor (1954)
- Partizanska (1955)

#### Samospevi
- Partizanski samospevi (1945)
- Tri pesmi na besedila Srečka Kosovela (1951)
- Cigan (1940)
- Tri pesmi na besedila Lili Novy (1957)
- Abc, otroške pesmice za glas in klavir (1958)
- Izbrane pesmi za glas in klavir (1964)Vinko

## Instrumentalna glasba
- Divertimento, za klavir (1946)
- Sonatina facile, za klavir (1959)

### Filmska glasba
- S Titovimi brigadirji, dokumentarni film  (Triglav film)
- Na svoji zemlji (1949)
- Tri pesmi iz filma Kekec (1951)
- Dolina miru (1956)

## Monografije
- Abc glasbe, Koper 1957
- O človekovi dejavnosti, Ljubljana 1957
- Svet operne glasbe, Ljubljana 1962
- Veseli potopisi, Maribor, 1970